# Marc Vann
[carece de fontes?]
Marc Vann (Norfolk, 23 de agosto de 1954) é um ator americano. Conhecido pelo personagem Conrad Ecklie da série de televisão CSI além de muitas participações em séries da televisão americana.